# Communauté de communes de Vègre et Champagne
La communauté de communes de Vègre et Champagne est une ancienne communauté de communes française, située dans le département de la Sarthe et la région Pays de la Loire.

## Histoire
La communauté de communes de Vègre et Champagne a été fondée par arrêté préfectoral le 21 décembre 1994. Le 1er janvier 2014, la communauté fusionne avec la communauté de communes des Pays de Loué pour former la communauté de communes des Pays de Loué - Vègre et Champagne, avec intégration des communes Noyen-sur-Sarthe et Tassé.

## Composition
Elle regroupait douze communes du canton de Brûlon :
1. Avessé
2. Brûlon
3. Chantenay-Villedieu
4. Chevillé
5. Fontenay-sur-Vègre
6. Maigné
7. Pirmil
8. Poillé-sur-Vègre
9. Saint-Christophe-en-Champagne
10. Saint-Ouen-en-Champagne
11. Saint-Pierre-des-Bois
12. Viré-en-Champagne

## Administration
| Période                                  | Période       | Identité        | Étiquette | Qualité                        |
| ---------------------------------------- | ------------- | --------------- | --------- | ------------------------------ |
| 1995                                     | avril 2001    | Guy Gauthier    |           | Maire de Brûlon                |
| avril 2001                               | décembre 2013 | Gilbert Vannier |           | Conseiller municipal de Brûlon |
| Les données manquantes sont à compléter. |               |                 |           |                                |